# Haitimera paeninsularis
Genre
Espèce
Haitimera paeninsularis, unique représentant du genre Haitimera, est une espèce d'opilions laniatores de la famille des Agoristenidae.

## Distribution
Cette espèce est endémique du département de l'Artibonite à Haïti. Elle se rencontre vers La Vestite.

## Description
La femelle holotype mesure 4,5 mm.

## Publication originale
- Šilhavý, 1973 : « Two new systematic groups of gonyleptomorphid phalangids from the Antillean- Caribbean Region, Agoristenidae Fam. N., and Caribbiantinae Subfam. N. (Arachn.: Opilionidea). » Věstník československé Společnosti zoologické, vol. 37, p. 110–143.